# 중구·성동구 을
중구·성동구 을은 대한민국의 국회의원 선거구이다. 서울특별시 중구 전체와 성동구의 일부 지역을 관할한다. 현 지역구 국회의원은 더불어민주당의 박성준(22대, 2024.5.30~)이다.

## 역사
대한민국 제20대 국회의원 선거를 앞두고 신설되었다. 유권자수가 법적 하한선에 못 미쳐 단일 지역구가 되지 못하게 된 기존의 중구 지역구에 성동구 갑의 일부 지역이 편입되면서 '중구·성동구 을' 선거구를 이루게 되었다. 성동구 갑의 나머지 지역은 성동구 을에 편입되어 '중구·성동구 갑'이 되었다.
한편, 현재 중구·성동구 을에 포함된 성동구의 지역인 금호동과 옥수동은 1988년 제13대 총선부터 통합 전까지 성동구 갑의 일부였으며, 2000년 총선에서는 지역구 통합으로 신설된 성동구로 잠시 편입된 바 있다.

## 관할 구역
| 대수  | 관할 구역                                                  |
| ----- | ---------------------------------------------------------- |
| 20대~ | 성동구 금호1가동, 금호2·3가동, 금호4가동, 옥수동 중구 일원 |

## 역대 국회의원
| 선거   | 정당 | 정당         | 의원   |
| ------ | ---- | ------------ | ------ |
| 2016년 |      | 새누리당     | 지상욱 |
| 2020년 |      | 더불어민주당 | 박성준 |
| 2024년 |      | 더불어민주당 | 박성준 |

## 역대 선거 결과

### 대한민국 제20대 국회의원 선거
|  | 38.03% |

|  | 36.27% |

|  | 24.33% |

|  | 1.09% |

|  | 0.25% |

### 대한민국 제21대 국회의원 선거
|  | 51.96% |

|  | 47.27% |

|  | 0.75% |

### 대한민국 제22대 국회의원 선거
|  | 50.81% |

|  | 48.53% |

|  | 0.64% |

## 같이 보기
- 중구·성동구 갑
- 서울 중구의 국회의원
- 서울 성동구의 국회의원